# Чухур-Габала
Чухур-Габала (азерб. Çuxur Qəbələ) — село в Габалинском районе Азербайджана. Входит в Мирзабейлинский муниципалитет. К востоку от села расположены руины древнего города Кабала.

## География
Расположено на Алазань-Авторанской равнине, в 34 км к юго-западу от районного центра Габала.

## Этимология
Слово «чухур» в переводе с азербайджанского означает «впадина», «овраг», «ров», «яма».

## Население
В начале XIX века Восточное Закавказье стало частью Российской империи. Шекинское ханство, в состав которого входила территория нынешнего Габалинского района, было преобразовано в Шекинскую провинцию.
К одним из исторических материалов того времени относится «Описание Шекинской провинции», составленное в 1819 году, в котором сообщается, что деревня Чхуркабали (так в источнике) Бумского магала управлялась родовыми беками, не облагалась особо податями, которые налагались только на управляющих.
По «Кавказскому календарю» на 1856 год село Чухуръ Кабали Кабалинского магала населяли азербайджанцы (в источнике указанные как «татары») с разговорным языком азербайджанским (в источнике «татарский»). По религии жители являлись мусульманами-суннитами.  
По Азербайджанской сельскохозяйственной переписи 1921 года село Чухур-Кобала (название по источнику), входившее в Султан-нухинское сельское общество Нухинского уезда Азербайджанской ССР, населяло 346 человек (67 хозяйств), по национальности тюрки-азербайджанцы (азербайджанцы).
По материалам издания «Административное деление АССР», подготовленного в 1933 году Управлением народно-хозяйственным учётом АССР (АзНХУ), по состоянию на 1 января 1933 года в Чухуркабале насчитывалось 386 жителей (75 хозяйств), из которых 203 мужчины и 183 женщины. Весь сельсовет состоял из двух сёл (Чухуркабала и Тавла). Национальный состав на 95,5 % состоял из тюрок (азербайджанцев).
В конце 1980-х в селе проживало 661 человек. Основными занятиями жителей являлись зерноводство, табаководство, животноводство, шелководство. Функционировал рыборазводный завод (работает по настоящее время), имелись школа-восьмилетка, библиотека, клуб.
С недавнего времени в селе начато разведение лаванды.

## История

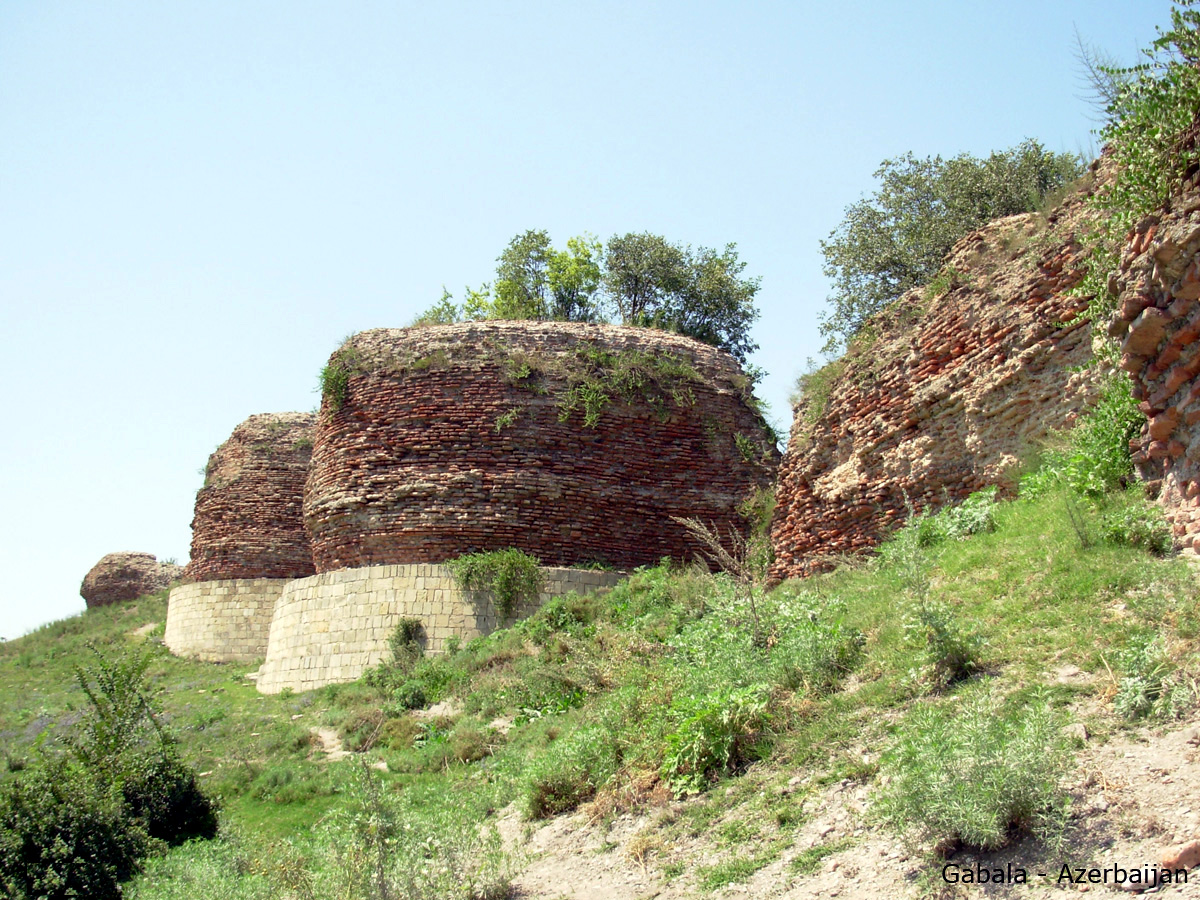
Руины крепостных стен древней Кабалы

В античное время здесь располагалась столица древнего государства Кавказской Албании — Кабала (примерно с III в. до н.э. — V в. н.э.).
Город являлся крупным торговым-ремесленным центром Албании. Здесь находилась резиденция царей, а после принятия христианства в IV в. н.э. Кабала стала главным религиозным центром страны. По причине постоянных нападений хазар с севера албанские цари приняли решение переместить центр в более отдаленное и безопасное место, и с V в. н.э. таким центром становится Барда.
После завоевания Албании Арабским халифатом здесь активно идет процесс исламизации. Если со второй половины первого тысячелетия н.э., город уже был мусульманским, то в округах ещё сохранялся большой процент христианского населения.
В 981 году Ширваншах Мухаммед ибн Ахмад завоевал город. В XVI в. Кабала была разрушена Сефевидами.
В 1963 году в Чухур Габала был обнаружен клад серебряных монет, состоящий почти из 200 сасанидских драхм периода Варахрана II, двух парфянских монет Вологеза III и нескольких римских монет, относящихся к времени правления императоров от Отона до Адриана.
С 18 июня по 18 июля 2008 года были проведены археологические раскопки близ селения Чухур Габала. Во время раскопок на территории античного города были обнаружены строительные остатки и основание большого амбара, предположительно, для хранения продовольствия. Здесь были обнаружены расположенные специальными рядами 33 нижние части или ямы от хозяйственных кувшинов, наполовину закопанных в землю на площади 42 кв.м.
Выявлены новые остатки производственного характера, образцы металла, керамики, стекла, кости создают подробное представление о состоянии отдельных сфер ремесла, а также об уровне образа жизни и культуры городского населения. Найденные во время раскопок монеты, образцы посуды из фаянса, фарфора и селадона сообщают об интенсивных связях Габалы XVI—XVII веков с городами ряда стран мира, в том числе Ирана и Китая. В северо-западной части города впервые были обнаружены ценные находки в виде места небольшой двери в крепостной стене, дверной ключ, сеть многостороннего керамического водопровода, глазурованная чаша (кяса), сделанная в XII веке.
Все археологические находки хранятся в Габалинском историко-краеведческом музее.